# Carrapateira
Carrapateira este un oraș în Paraíba (PB), Brazilia.